# 50× a stále poprvé
50× a stále poprvé je americký romantický film z roku 2004. V hlavních rolích hrají Adam Sandler a Drew Barrymoreová. Filmové výdělky se dosud dostaly na hranici 120 milionů dolarů.

## Děj
Henry Roth, ošetřovatel vodních zvířat na Havaji, ve chvílích, kdy nepracuje, loví a láme srdce turistek. Ovšem jen do doby, než potká jedno ráno na kafi krásnou Lucy.
Když si ovšem s dívkou domluví na druhý den schůzku a druhý den se na tuto úmluvu odvolává, dívka si ho nepamatuje a považuje ho za blázna. Důvod tohoto nedorozumění se dozví až od ostatních přihlížejících. Lucy měla totiž kdysi autohavárii a od té doby doslova nemá dlouhodobou paměť, takže jakmile se vzbudí, nic si nepamatuje a její poslední vzpomínky jsou zase těsně před nehodou. Její starostlivý otec a potrhlý bratr jí každý den aranžují ten den, jako by opravdu takový byl. Dávají jí staré noviny, bílí stěnu, kterou dívka vždycky namaluje atd.
Henryho tato dívka a její příběh okouzlí, rozhodne se každý den s Lucy seznamovat, nejprve je to pouze hra a lov, ale postupně se do dívky zamilovává. Seznamuje se s rodinou, která není zrovna nadšená Henryovou pozorností. Jenže on vnese do problému nový nápad. Natočí kazetu, která během chvíle Lucy každé ráno vysvětlí, co se jí stalo a co už od té doby prožila.
A tak se takhle každý den probouzí, pustí si kazetu a jde mezi lidi. Nakonec jim nic nebrání v tom, že se s Henrym vezmou, a dokonce budou mít dceru.

## Obsazení
- Adam Sandler – Henry Roth
- Drew Barrymoreová – Lucy Whitmore
- Rob Schneider – Ula
- Sean Astin – Doug Whitmore
- Lusia Strus – Alexa
- Dan Aykroyd – Dr. Keats
- Amy Hill – Sue
- Allen Covert – Ten Second Tom
- Blake Clark – Marlin Whitmore
- Maya Rudolph – Stacy